# Crosville-sur-Scie
Crosville-sur-Scie település Franciaországban, Seine-Maritime megyében. Lakosainak száma 233 fő (2022. január 1.). Crosville-sur-Scie Anneville-sur-Scie, Bertreville-Saint-Ouen, La Chaussée, Dénestanville, Lintot-les-Bois és Manéhouville községekkel határos.

## Népesség
A település népességének változása:
| Lakosok száma | 243  | 244  | 248  | 248  | 248  | 248  | 248  | 240  | 233  |
|               | 2013 | 2015 | 2016 | 2017 | 2018 | 2019 | 2020 | 2021 | 2022 |